# Наторов Віктор Олександрович
Віктор Олександрович Наторов (нар. 15 квітня 1973, Дніпропетровськ, УРСР ) — радянський та український футболіст, півзахисник.

## Життєпис
Вихованець дніпропетровського спортінтернату, тренер — Микола Васильович Майсурадзе.
У професіональному футболі дебютував в останньому сезоні першості СРСР у другій нижчій лізі в складі клубу «Темп» (Шепетівка). У перші роки після розпаду СРСР грав в українських клубах нижчих ліг — у першій і другій лігах за армійський клуб «Оріяна» / ЦСК ЗСУ (Київ), в другій лізі за «Шахтар» (Павлоград) і в першій — за «Металург» (Нікополь).
У 1996 році перейшов у російський клуб «Волга» (Ульяновськ), в тому ж сезоні команда посіла друге місце в зональному турнірі третьої ліги і заслужила підвищення в класі. У першій половині наступного сезону футболіст зі своїм клубом виступав у другому дивізіоні.
У сезоні 1997/98 грав у вищому дивізіоні Угорщини за «МТК-Унгарія», провів одну гру за основний склад, а також 15 матчів за дубль.
Потім декілька років виступав в Казахстані, але на поле виходив зрідка. У 1999 році в складі петропавловського клубу «Аксесс-Ексиль» зіграв 2 матчі у вищій лізі та 3 поєдики в Кубку Казахстану, в підсумку його команда стала фіналістом Кубкк в сезоні 1999/00, але сам гравець провів останні матчі на стадії чвертьфіналу. У 2000 році грав у першій лізі Казахстану за «Мангистау». У 2001 році повернувся в клуб з Петропавловська, який тепер мав назву «Єсіль-Богатир», але зіграв лише один кубковий матч.
У 28-річному віці завершив професіональну кар'єру, після цього деякий час грав на аматорському рівні в Дніпропетровську.